# مارتین ایندک

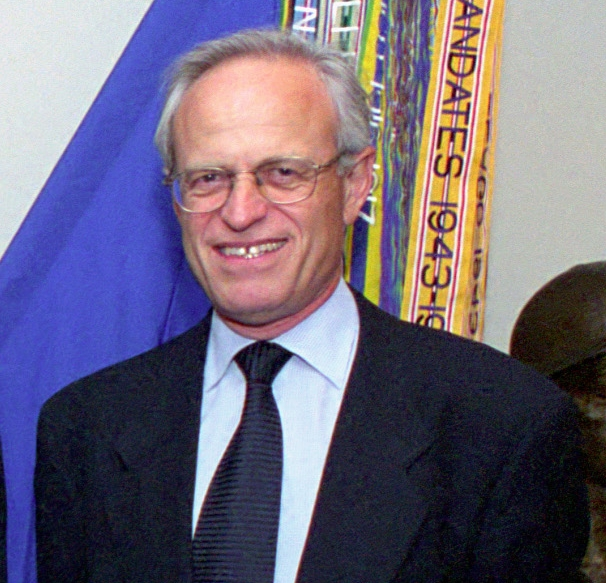
مارتین ایندیک در ۲۰۰۱

مارتین ایندک (به انگلیسی: Martin Indyk) (زادهٔ ١ ژوئیهٔ ١٩۵١ – درگذشتهٔ ٢۵ ژوئیهٔ ٢٠٢۴) دیپلمات آمریکایی، متخصص سیاست خارجی آمریکا، نویسنده، استاد دانشگاه و سفیر سابق آمریکا در اسرائیل بود.
وی برای تئوری‌اش موسوم به سیاست «مهار دوگانه» که در طول دوران ریاست جمهوری بیل کلینتون، تبدیل به سیاست رسمی ایالات متحده آمریکا در برخورد با دو کشور ایران و عراق شد، شهرت داشت.

## خانواده و تحصیلات
مارتین ایندک در سال ۱۹۵۱ میلادی، در خانواده یهودی‌تبار انگلیسی متولد شد. وی به همراه خانواده‌اش به استرالیا مهاجرت کرد.
وی در سال ۱۹۷۲ میلادی، کارشناسی‌اش را از دانشگاه سیدنی دریافت کرد. در سال ۱۹۷۷ میلادی، موفق به کسب مدرک دکترای روابط بین‌الملل از دانشگاه ملی استرالیا شد.
مارتین ایندک در سال ۱۹۹۳ میلادی، به دریافت «شهروندی ایالات متحده آمریکا» نایل شد.

## فعالیت‌ها
مارتین ایندک، در سال ۱۹۸۲ میلادی، به عنوان «مدیر تحقیقات» به کمیته روابط عمومی آمریکا و اسرائیل پیوست. به مدت هشت سال به عنوان مؤسس و مدیر اجرایی انستیتو سیاست خاورمیانه واشینگتن خدمت کرد. وی اکنون، مدیر «مرکز سابان در سیاست‌گذاری خاورمیانه در مؤسسه بروکینگز» است.
وی همچنین سمت دستیار ویژه سیاست خارجی بیل کلینتون، رئیس‌جمهور وقت آمریکا و دستیار مشاور امنیت ملی در امور مربوط به نزاع اعراب و اسرائیل، ایران و عراق را در کارنامه خود دارد.
وی دو بار به سمت سفیر ایالات متحده آمریکا در اسرائیل منصوب شد. وی اولین‌بار از تاریخ ۱۰ آوریل ۱۹۹۵ – ۲۷ سپتامبر ۱۹۹۷ و برای دومین‌بار از تاریخ ۲۵ ژانویه ۲۰۰۰ – ۱۳ ژوئیه ۲۰۰۱، این سمت را برعهده داشت.
مارتین ایندک هم‌اکنون، به تدریس سیاست اسرائیل و سیاست خارجی در دانشگاه جانز هاپکینز می‌پردازد.

## فعالیت‌های سیاسی و دیپلماتیک
در سال ۱۹۸۲، ایندیک عنوان معاون تحقیق و پژوهش برای کمیته روابط عمومی آمریکا و اسرائیل (AIPAC)، که یک گروه لابی طرفدار اسرائیل در واشینگتن شروع به کار کرد. از سال ۱۹۸۵ ایندیک هشت سال به عنوان مؤسس مدیر اجرایی مؤسسه واشینگتن برای سیاست خاور نزدیک، یک مؤسسه تحقیقاتی و متخصص در تجزیه و تحلیل سیاست خاور میانه خدمت کرد.

## کتاب‌ها
- سیاست خارجه بی ضرر: توجیه خودمانی از دیپلماسی صلح آمریکایی در خاور میانه. ۲۰۰۹. سیمون و شوستر
- تاریخچه نرمش: سیاست خارجی باراک اوباما, اخبار مؤسسه بروکینگز، ۳ فوریه، ۲۰۱۲